# ۲۱ مهر
۲۱ مهر دویست و هفتمین روز از سال در گاه‌شماری خورشیدی است. به پایان سال ۱۵۸ روز (۱۵۹ روز در سال کبیسه) باقی‌است.

## رویدادها
- ۱۳۴۳ - تصویب نهایی قانون کاپیتولاسیون در ایران در مجلس شورای ملی
- ۱۳۷۰ - رقابت ۲۱ مهر ۱۳۷۰ تیم ملی فوتبال ایران با تیم ملی فوتبال الجزایر در جام ملت‌های آفریقا–آسیا
- ۱۴۰۱ - دولت کانادا حسین شریعتمداری را به دلیل نقض حقوق بشر تحریم کرد
- ۱۴۰۱ - تخریب مجسمه سید روح‌الله خمینی در نیشابور در خیزش ۱۴۰۱ ایران

## زادروزها
- ۱۲۵۹ - میرزا کوچک‌خان جنگلی، رهبر جنبش جنگل
- ۱۳۰۶ - نورعلی تابنده، رهبر سلسله نعمت‌اللهی سلطان‌علیشاهی
- ۱۳۱۱ - هوشنگ لطیف‌پور، دوبلور
- ۱۳۱۶ - لوریس چکناواریان، آهنگساز
- ۱۳۲۲ - سید محمد خاتمی، پنجمین رئیس‌جمهور ایران

## درگذشت‌ها
- ۱۳۰۵ - شوریده شیرازی، شاعر
- ۱۳۴۷ - حسین بهزاد، نقاش
- ۱۳۵۸ - غلامحسین مصاحب، ریاضی‌دان
- ۱۳۷۸ - قاسمعلی ظهیرنژاد، سرلشکر نیروی زمینی ارتش جمهوری اسلامی ایران
- ۱۳۸۹ - مرضیه، خواننده

## مناسبت ها
- جشن رام روزی
- روز ملی خوشنویسی